# Anablepsoides
Anablepsoides är ett släkte sötvattenlevande växtlekande fiskar i familjen Rivulidae beskrivet 1992 av den franska iktyologen Huber. De hör till de så kallade äggläggande tandkarparna (även kallade killifiskar) som utgör en del av ordningen tandkarpar (Cyprinodontiformes). Flera av arterna odlas som akvariefiskar av akvarister.

## Habitat
Släktet är representerat i Sydamerika, främst i Bolivia, Brasilien, Colombia, Franska Guyana, Guyana, Peru, Surinam och Venezuela. Många av arterna har relativt små utbredningsområde.

## Systematik
Samtliga av släktets 43 nominella arter räknades tidigare in i släktet Rivulus, till vilket Anablepsoides ansågs vara ett undersläkte. Emellertid var släktet Rivulus inte särskilt homogent, och efter en genomgripande taxonomisk revidering 2011 av framför allt den brasilianske iktyologen Wilson José Eduardo Moreira da Costa lyftes Anablepsoides med flera andra undersläkten ur Rivulus, och fick status som egna suveräna släkten.
Följande arter är klassade som Anablepsoides:
- Anablepsoides amanan (Costa & Lazzarotto, 2008)
- Anablepsoides amphoreus (Huber, 1979)
- Anablepsoides atratus (Garman, 1895)
- Anablepsoides bahianus (Huber, 1990)
- Anablepsoides beniensis (Myers,, 1927)
- Anablepsoides bondi (Schultz, 1949)
- Anablepsoides cajariensis (Costa & De Luca, 2011)
- Anablepsoides caurae (Radda, 2004)
- Anablepsoides cearensis (Costa & Vono, 2009)
- Anablepsoides christinae (Huber, 1992)
- Anablepsoides cryptocallus (Seegers, 1980)
- Anablepsoides deltaphilus (Seegers, 1983)
- Anablepsoides derhami (Fels & Huber, 1985)
- Anablepsoides elongatus (Fels & de Rham, 1981)
- Anablepsoides erberi (Berkenkamp, 1989)
- Anablepsoides gaucheri (Keith, Nandrin & Le Bail, 2006)
- Anablepsoides hartii (Boulenger, 1890)
- Anablepsoides holmiae (Eigenmann, 1909)
- Anablepsoides igneus (Huber, 1991)
- Anablepsoides immaculatus (Thomerson, Nico & Taphorn, 1991)
- Anablepsoides intermittens (Fels & de Rham, 1981)
- Anablepsoides iridescens (Fels & de Rham, 1981)
- Anablepsoides jucundus (Huber, 1992)
- Anablepsoides lanceolatus (Eigenmann, 1909)
- Anablepsoides limoncochae (Hoedeman, 1962)
- Anablepsoides lungi (Berkenkamp, 1984)
- Anablepsoides mazaruni (Myers, 1924)
- Anablepsoides micropus (Steindachner, 1863)
- Anablepsoides monticola (Staeck & Schindler, 1997)
- Anablepsoides ophiomimus (Huber, 1992)
- Anablepsoides ornatus (Garman, 1895)
- Anablepsoides parlettei (Valdesalici & Schindler, 2011)
- Anablepsoides peruanus (Regan, 1903)
- Anablepsoides rubrolineatus (Fels & de Rham, 1981)
- Anablepsoides speciosus (Fels & de Rham, 1981)
- Anablepsoides stagnatus (Eigenmann, 1909)
- Anablepsoides taeniatus (Fowler, 1945)
- Anablepsoides tessellatus (Huber, 1992)
- Anablepsoides tocantinensis (Costa, 2010)
- Anablepsoides urophthalmus (Günther, 1866)
- Anablepsoides waimacui (Eigenmann, 1909)
- Anablepsoides xanthonotus (Ahl, 1926)
- Anablepsoides xinguensis (Costa, 2010)